# Hylophorbus picoides
Espèce
Statut de conservation UICN

 DD  : Données insuffisantes
Hylophorbus picoides est une espèce d'amphibiens de la famille des Microhylidae.

## Répartition
Cette espèce est endémique de la province indonésienne de Papouasie occidentale en Nouvelle-Guinée occidentale. Son aire de répartition concerne les monts Wondiwoi, dans la péninsule Wandammen. Elle est présente entre 350 et 850 m d'altitude,.

## Étymologie
Le nom spécifique picoides vient du latin picus, le Pic vert, et du suffixe oides, ressemblant, en forme de, en référence aux vocalisations de cette espèce qui font penser à certains pics.

## Publication originale
- Günther, 2001 : The Papuan frog genus Hylophorbus (Anura: Microhylidae) is not monospecific: description of six new species. Russian Journal of Herpetology, vol. 8, no 2, p. 81-104.